# Академічне веслування на літніх Олімпійських іграх 2008 — одиночки (чоловіки)
Змагання з академічного веслування серед одинаків у чоловіків на Олімпійських іграх 2008 проводились з 9 до 16 серпня.
У змаганнях взяли участь 33 спортсмени.

## Призери
| Золото     | Срібло        | Бронза       |
| Олаф Туфте | Ондржей Синек | Мае Дрісдейл |

## Розклад змагань
Усі запливи розпочинались за стандартним китайським часом
| Дата                       | Час         | Раунд             |
| -------------------------- | ----------- | ----------------- |
| Субота, 9 серпня, 2008     | 14:50-15:50 | Відбірковий раунд |
| Понеділок, 11 серпня, 2008 | 16:10-16:50 | Чвертьфінали      |
| Понеділок, 11 серпня, 2008 | 17:40-18:00 | Півфінали E/F     |
| Середа, 13 серпня, 2008    | 15:10-15:30 | Півфінали C/D     |
| Середа, 13 серпня, 2008    | 15:50-16:10 | Півфінали A/B     |
| Середа, 13 серпня, 2008    | 17:10-17:20 | Фінал F           |
| П'ятниця, 15 серпня, 2008  | 14:20-14:30 | Фінал E           |
| П'ятниця, 15 серпня, 2008  | 14:40-14:50 | Фінал D           |
| П'ятниця, 15 серпня, 2008  | 15:00-15:10 | Фінал C           |
| П'ятниця, 15 серпня, 2008  | 17:00-17:10 | Фінал B           |
| Субота, 16 серпня, 2008    | 15:50-16:00 | Фінал A           |

## Змагання

### Відбірковий раунд
Q — кваліфікація в чвертьфінали; SE/F — продовження змагань в півфіналах E/F
| Місце | Спортсмен             | Країна    | Час     | Примітки |
| ----- | --------------------- | --------- | ------- | -------- |
| 1     | Тім Маеєнс            | Бельгія   | 7:16.60 | Q        |
| 2     | Андре Вонарбург       | Швейцарія | 7:26.21 | Q        |
| 3     | Іоанніс Хрісту        | Греція    | 7:29.86 | Q        |
| 4     | Сантьяго Фернандес    | Аргентина | 7:38.87 | Q        |
| 5     | Мохсен Шаді           | Іран      | 7:48.24 | SE/F     |
| 6     | Меттью Лідайва Мванге | Кенія     | 8:16.09 | SE/F     |

| Місце | Спортсмен                 | Країна        | Час     | Примітки |
| ----- | ------------------------- | ------------- | ------- | -------- |
| 1     | Мае Дрісдейл              | Нова Зеландія | 7:28.80 | Q        |
| 2     | Андерсон Носетті          | Бразилія      | 7:35.52 | Q        |
| 3     | Оскар Васкес              | Чилі          | 7:39.58 | Q        |
| 4     | Андрей Ямса               | Естонія       | 7:48.24 | Q        |
| 5     | Дісон Александер Ернандес | Венесуела     | 7:54.52 | SE/F     |
| -     | Чжан Лян                  | КНР           | DNS     |          |

| Місце | Спортсмен                | Країна    | Час     | Примітки |
| ----- | ------------------------ | --------- | ------- | -------- |
| 1     | Лассі Каронен            | Швеція    | 7:14.64 | Q        |
| 2     | Марсель Гаккер           | Німеччина | 7:26.71 | Q        |
| 3     | Лау Хіу Фун              | Гонконг   | 7:45.96 | Q        |
| 4     | Леандро Сальваньйо       | Уругвай   | 7:52.53 | Q        |
| 5     | Пол Етія Ндумбе          | Камерун   | 7:59.26 | SE/F     |
| 6     | Норберто Бернардес Авіла | Гондурас  | 9:01.27 | SE/F     |

| Місце | Спортсмен           | Країна | Час     | Примітки |
| ----- | ------------------- | ------ | ------- | -------- |
| 1     | Ондржей Синек       | Чехія  | 7:23.94 | Q        |
| 2     | Міндаугас Грішконіс | Литва  | 7:28.05 | Q        |
| 3     | Баджранглал Тахар   | Індія  | 7:39.91 | Q        |
| 4     | Матіас Реймонд      | Монако | 7:51.69 | Q        |
| 5     | Чаукі Дріес         | Алжир  | 7:57.65 | SE/F     |

| Місце | Спортсмен         | Країна          | Час     | Примітки |
| ----- | ----------------- | --------------- | ------- | -------- |
| 1     | Алан Кемпбел      | Велика Британія | 7:14.98 | Q        |
| 2     | Пітер Хардкасл    | Австралія       | 7:17.74 | Q        |
| 3     | Патрік Лоліхер    | Мексика         | 7:22.55 | Q        |
| 4     | Кеннет Юрковскі   | США             | 7:25.13 | Q        |
| 5     | Руслан Наурзалієв | Узбекистан      | 7:58.43 | SE/F     |

| Місце | Спортсмен       | Країна            | Час     | Примітки |
| ----- | --------------- | ----------------- | ------- | -------- |
| 1     | Олаф Туфте      | Норвегія          | 7:20.20 | Q        |
| 2     | Сьюрд Хамбургер | Нідерланди        | 7:27.05 | Q        |
| 3     | Алі Ібрагім     | Єгипет            | 7:43.70 | Q        |
| 4     | Ван Мін-Хуей    | Китайський Тайбей | 7:46.83 | Q        |
| 5     | Родріго Ідеус   | Колумбія          | 7:56.85 | SE/F     |

### Чвертьфінали

#### Чвертьфінал 1
| Місце | Спортсмен       | Країна          | Час     | Примітки |
| ----- | --------------- | --------------- | ------- | -------- |
| 1     | Марсель Гаккер  | Німеччина       | 6:48.85 | SA/B     |
| 2     | Алан Кемпбел    | Велика Британія | 6:52.74 | SA/B     |
| 3     | Андре Вонарбург | Швейцарія       | 7:02.29 | SA/B     |
| 4     | Оскар Васкес    | Чилі            | 7:06.61 | SC/D     |
| 5     | Матіас Реймонд  | Монако          | 7:11.66 | SC/D     |
| 6     | Алі Ібрагім     | Єгипет          | 7:24.77 | SC/D     |

#### Чвертьфінал 2
| Місце | Спортсмен           | Країна   | Час     | Примітки |
| ----- | ------------------- | -------- | ------- | -------- |
| 1     | Олаф Туфте          | Норвегія | 6:53.59 | SA/B     |
| 2     | Міндаугас Грішконіс | Литва    | 6:54.47 | SA/B     |
| 3     | Іоанніс Хрісту      | Греція   | 6:58.28 | SA/B     |
| 4     | Патрік Лоліхер      | Мексика  | 7:04.30 | SC/D     |
| 5     | Андерсон Носетті    | Бразилія | 7:23.68 | SC/D     |
| 6     | Леандро Сальваньйо  | Уругвай  | 7:26.85 | SC/D     |

#### Чвертьфінал 3
| Місце | Спортсмен      | Країна            | Час     | Примітки |
| ----- | -------------- | ----------------- | ------- | -------- |
| 1     | Ондржей Синек  | Чехія             | 6:50.23 | SA/B     |
| 2     | Тім Маеєнс     | Бельгія           | 6:52.70 | SA/B     |
| 3     | Пітер Хардкасл | Австралія         | 7:00.09 | SA/B     |
| 4     | Андрей Ямса    | Естонія           | 7:05.48 | SC/D     |
| 5     | Ван Мін-Хуей   | Китайський Тайбей | 7:17.08 | SC/D     |
| 6     | Лау Хіу Фун    | Гонконг           | 7:29.21 | SC/D     |

#### Чвертьфінал 4
| Місце | Спортсмен          | Країна        | Час     | Примітки |
| ----- | ------------------ | ------------- | ------- | -------- |
| 1     | Мае Дрісдейл       | Нова Зеландія | 6:50.18 | SA/B     |
| 2     | Лассі Каронен      | Швеція        | 6:50.40 | SA/B     |
| 3     | Кеннет Юрковскі    | США           | 6:53.26 | SA/B     |
| 4     | Сьюрд Хамбургер    | Нідерланди    | 6:57.24 | SC/D     |
| 5     | Баджранглал Тахар  | Індія         | 7:19.01 | SC/D     |
| 6     | Сантьяго Фернандес | Аргентина     | 7:27.60 | SC/D     |

### Півфінали E/F

#### Півфінал E/F 1
| Місце | Спортсмен                | Країна     | Час     | Примітки |
| ----- | ------------------------ | ---------- | ------- | -------- |
| 1     | Мохсен Шаді              | Іран       | 7:20.34 | FE       |
| 2     | Родріго Ідеус            | Колумбія   | 7:29.71 | FE       |
| 3     | Руслан Наурзалієв        | Узбекистан | 7:35.12 | FE       |
| 4     | Норберто Бернардес Авіла | Гондурас   | 8:29.65 | FF       |

#### Півфінал E/F 2
| Місце | Спортсмен                 | Країна    | Час     | Примітки |
| ----- | ------------------------- | --------- | ------- | -------- |
| 1     | Дісон Александер Ернандес | Венесуела | 7:18.85 | FE       |
| 2     | Пол Етія Ндумбе           | Камерун   | 7:29.68 | FE       |
| 3     | Чаукі Дріес               | Алжир     | 7:34.84 | FE       |
| 4     | Меттью Лідайва Мванге     | Кенія     | 7:49.17 | FF       |

### Півфінали C/D

#### Півфінал C/D 1
| Місце | Спортсмен         | Країна            | Час     | Примітки |
| ----- | ----------------- | ----------------- | ------- | -------- |
| 1     | Патрік Лоліхер    | Мексика           | 7:15.53 | FC       |
| 2     | Оскар Васкес      | Чилі              | 7:17.17 | FC       |
| 3     | Алі Ібрагім       | Єгипет            | 7:20.73 | FC       |
| 4     | Баджранглал Тахар | Індія             | 7:23.00 | FD       |
| 5     | Ван Мін-Хуей      | Китайський Тайбей | 7:23.75 | FD       |
| 6     | Лау Хіу Фун       | Гонконг           | 7:32.61 | FD       |

#### Півфінал C/D 2
| Місце | Спортсмен          | Країна     | Час     | Примітки |
| ----- | ------------------ | ---------- | ------- | -------- |
| 1     | Сьюрд Хамбургер    | Нідерланди | 7:10.06 | FC       |
| 2     | Андрей Ямса        | Естонія    | 7:16.38 | FC       |
| 3     | Андерсон Носетті   | Бразилія   | 7:18.78 | FC       |
| 4     | Леандро Сальваньйо | Уругвай    | 7:32.83 | FD       |
| 5     | Матіас Реймонд     | Монако     | 7:33.06 | FD       |
|       | Сантьяго Фернандес | Аргентина  | DNS     |          |

### Півфінали A/B

#### Півфінал A/B 1
| Місце | Спортсмен       | Країна    | Час     | Примітки |
| ----- | --------------- | --------- | ------- | -------- |
| 1     | Лассі Каронен   | Швеція    | 6:57.28 | FA       |
| 2     | Олаф Туфте      | Норвегія  | 6:58.23 | FA       |
| 3     | Тім Маеєнс      | Бельгія   | 6:59.65 | FA       |
| 4     | Марсель Гаккер  | Німеччина | 7:03.05 | FB       |
| 5     | Андре Вонарбург | Швейцарія | 7:14.64 | FB       |
| 6     | Пітер Хардкасл  | Австралія | 7:32.79 | FB       |

#### Півфінал A/B 2
| Місце | Спортсмен           | Країна          | Час     | Примітки |
| ----- | ------------------- | --------------- | ------- | -------- |
| 1     | Ондржей Синек       | Чехія           | 7:03.57 | FA       |
| 2     | Алан Кемпбел        | Велика Британія | 7:05.24 | FA       |
| 3     | Мае Дрісдейл        | Нова Зеландія   | 7:05.57 | FA       |
| 4     | Іоанніс Хрісту      | Греція          | 7:06.02 | FB       |
| 5     | Кеннет Юрковскі     | США             | 7:11.52 | FB       |
| 6     | Міндаугас Грішконіс | Литва           | 7:20.32 | FB       |

### Фінали

#### Фінал F
| Місце | Спортсмен                | Країна   | Час     | Примітки |
| ----- | ------------------------ | -------- | ------- | -------- |
| 1     | Меттью Лідайва Мванге    | Кенія    | 7:52.59 |          |
| 2     | Норберто Бернардес Авіла | Гондурас | 8:32.22 |          |

#### Фінал E
| Місце | Спортсмен                 | Країна     | Час     | Примітки |
| ----- | ------------------------- | ---------- | ------- | -------- |
| 1     | Дісон Александер Ернандес | Венесуела  | 7:05.12 |          |
| 2     | Мохсен Шаді               | Іран       | 7:06.54 |          |
| 3     | Руслан Наурзалієв         | Узбекистан | 7:09.98 |          |
| 4     | Родріго Ідеус             | Колумбія   | 7:18.61 |          |
| 5     | Пол Етія Ндумбе           | Камерун    | 7:21.34 |          |
| 6     | Чаукі Дріес               | Алжир      | 7:32.82 |          |

#### Фінал D
| Місце | Спортсмен          | Країна            | Час     | Примітки |
| ----- | ------------------ | ----------------- | ------- | -------- |
| 1     | Леандро Сальваньйо | Уругвай           | 7:04.13 |          |
| 2     | Лау Хіу Фун        | Гонконг           | 7:06.17 |          |
| 3     | Баджранглал Тахар  | Індія             | 7:09.73 |          |
| 4     | Матіас Реймонд     | Монако            | 7:14.27 |          |
| 5     | Ван Мін-Хуей       | Китайський Тайбей | 7:16.28 |          |

#### Фінал C
| Місце | Спортсмен        | Країна     | Час     | Примітки |
| ----- | ---------------- | ---------- | ------- | -------- |
| 1     | Сьюрд Хамбургер  | Нідерланди | 6:58.71 |          |
| 2     | Андерсон Носетті | Бразилія   | 7:01.54 |          |
| 3     | Патрік Лоліхер   | Мексика    | 7:03.97 |          |
| 4     | Оскар Васкес     | Чилі       | 7:07.02 |          |
| 5     | Андрей Ямса      | Естонія    | 7:19.60 |          |
| 6     | Алі Ібрагім      | Єгипет     | 7:26.06 |          |

#### Фінал B
| Місце | Спортсмен           | Країна    | Час     | Примітки |
| ----- | ------------------- | --------- | ------- | -------- |
| 1     | Марсель Гаккер      | Німеччина | 7:07.82 |          |
| 2     | Міндаугас Грішконіс | Литва     | 7:09.23 |          |
| 3     | Андре Вонарбург     | Швейцарія | 7:13.07 |          |
| 4     | Іоанніс Хрісту      | Греція    | 7:17.74 |          |
| 5     | Кеннет Юрковскі     | США       | 7:22.75 |          |
| 6     | Пітер Хардкасл      | Австралія | 7:27.34 |          |

#### Фінал A
| Місце | Спортсмен     | Країна          | Час     | Примітки |
| ----- | ------------- | --------------- | ------- | -------- |
|       | Олаф Туфте    | Норвегія        | 6:59.83 |          |
|       | Ондржей Синек | Чехія           | 7:00.63 |          |
|       | Мае Дрісдейл  | Нова Зеландія   | 7:01.56 |          |
| 4     | Тім Маеєнс    | Бельгія         | 7:03.40 |          |
| 5     | Алан Кемпбел  | Велика Британія | 7:04.47 |          |
| 6     | Лассі Каронен | Швеція          | 7:07.64 |          |